# توم جينينغز (عالم حاسوب)
توم جينينغز (بالإنجليزية: Tom Jennings)‏ هو عالم حاسوب أمريكي، ولد في 1955 في بوسطن في الولايات المتحدة.

## وصلات خارجية
- توم جينينغز على موقع IMDb (الإنجليزية)
- توم جينينغز على موقع إن إن دي بي (الإنجليزية)